# Violet (bateau)

Le Violet était un bateau utilisé durant la déportation de l'île Saint-Jean en 1758.

## Historique
Le Violet faisait 315 tonneaux, comptait 8 canons et son capitaine était Benjamin Suggit.
Il quitta la forteresse de Louisbourg le 14 septembre 1758 à destination de Port-la-Joye sur l'Isle Saint-Jean — désormais l'Île-du-Prince-Édouard. Il y prit 360 prisonniers et traversa la baie de Chedabouctou le 25 novembre en compagnie du Duke William, du John and Samuel, du Neptune, du Ruby, du Yarmouth et d'au moins un autre bateau. Après quelques jours de voyage dans l'océan Atlantique, une tempête dispersa la flotte. Le Duke William croisa le Violet le 10 décembre, le découvrant en piteux état et prenant l'eau. Le Violet sombra le 12 décembre et il n'y eut aucun survivant parmi les passagers et membres d'équipage.
Selon l'historien Earle Lockerby, 90 passagers moururent de maladie durant le voyage et les 270 autres périrent lors du naufrage. Le Duke William fit naufrage à son tour le 13 décembre, suivi du Ruby le 16 décembre 1758. Le généalogiste Stephen A. White a reconstitué une liste des passagers du Violet.